# Michael Zadora
Michael (von) Zadora (Nueva York, Estados Unidos, 14 de junio de 1882 – Nueva York, 30 de junio de 1946) fue un compositor y pianista del siglo XX.

## Su vida
Nacido en Nueva York, el 14 de junio de 1882 y fallecido también en Nueva York, el 30 de junio de 1946. 
Pianista y compositor polaco-americano. Realizó sus primeros estudios con su padre y luego, en 1899, en el Conservatorio de París. Después de un período en el que fue alumno de Theodor Leschetizki, se convirtió en un miembro cercano del círculo de Ferruccio Busoni, con Egon Petri.
Fue profesor en el Conservatorio de Leópolis (Lemberg) en 1910 y más tarde en Nueva York en el Instituto de Arte Musical.

## Su obra
Trabajó en la versión para piano de Busoni de Doctor Fausto. Zadora era un virtuoso brillante, cuyas grabaciones revelan un entusiasmo creado por su tendencia a adoptar tempos rápidos. Suele ser considerado partidario de programas muy exigentes, que abarcan un vasto repertorio y que incluyen numerosas obras de gran magnitud. 
Fundó una sociedad para el estudio de las obras y composiciones de Busoni.
Sus grabaciones de música de Busoni (junto con las de Petri, Leo Sirota y Edward Weiss) constituyen en sí mismas un reconocimiento y desarrollo de la idea estética de su mentor. 
Zadora compuso muchas obras para piano (incluida Kyrgyzstan Sketches[cita requerida], Preludios) así como transcripciones de las obras para órgano de Bach y Buxtehude.